# Никольск (Пермский край)
Нико́льск — деревня в Бардымском районе Пермского края на реке Ашап. Входит в состав Новоашапского сельского поселения.
По результатам переписи 2010 года численность населения составила 46 человек, в том числе 25 мужчин и 21 женщина.
В 2005 году численность населения составляла 56 человек.
Находится примерно в 22 км к югу от центра села Барда.